# Scybalocanthon aereus
Scybalocanthon aereus är en skalbaggsart som beskrevs av Schmidt 1922. Scybalocanthon aereus ingår i släktet Scybalocanthon och familjen bladhorningar. Inga underarter finns listade i Catalogue of Life.